# Andrea Levy
Andrea Levy (London, 1956. március 7. – 2019. február 14.) angol író.

## Művei
- Every Light in the House Burnin′ (1994)
- Never Far from Nowhere (1996)
- Fruit of the Lemon (1999)
  - A citromfa gyümölcse (2015, fordította Kiss Annamária)
- Small Island (2004)
  - Parányi sziget (2012, fordította: Tóth Bálint Péter)
- The Long Song (2010)
  - A hosszú dal (2011, fordította Szieberth Ádám)
- Six Stories and an Essay (2014)

## Magyarul
- A hosszú dal; ford. Szieberth Ádám; General Press, Bp., 2011
- Parányi sziget; ford. Tóth Bálint Péter; General Press, Bp., 2012
- A citromfa gyümölcse; ford. Kiss Annamária; General Press, Bp., 2013

## Díjai, elismerései
- Orange-díj (2004, Small Island)
- Nemzetközösségi Írók Díja (2005, Small Island)
- Booker-díj (2010, The Long Song)
- Walter Scott-díj (2011, The Long Song)